# Ernst Jentsch

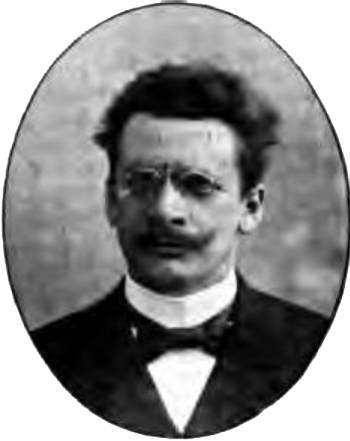
Jentsch im Jahr 1908

Ernst Anton Jentsch (* 1867; † 1919) war ein deutscher Psychiater. Er verfasste unter anderem das Werk Zur Psychologie des Unheimlichen (1906), das von Sigmund Freud in seiner Abhandlung Das Unheimliche aufgegriffen wurde.

## Werke (Auswahl)
- Die Laune. Eine ärztlich-psychologische Studie (= Grenzfragen des Nerven- und Seelenlebens. Bd. 15). Bergmann, Wiesbaden 1902.
- Zur Psychologie des Unheimlichen. In: Psychiatrisch-Neurologische Wochenschrift. Bd. 8 (1906), Nr. 22, S. 195–198, 203–205.
- Musik und Nerven. Das musikalische Gefühl (= Grenzfragen des Nerven- und Seelenlebens. Bd. 78). Bergmann, Wiesbaden 1911.

| Personendaten    | Personendaten                             |
| ---------------- | ----------------------------------------- |
| NAME             | Jentsch, Ernst                            |
| ALTERNATIVNAMEN  | Jentsch, Ernst Anton (vollständiger Name) |
| KURZBESCHREIBUNG | deutscher Psychiater                      |
| GEBURTSDATUM     | 1867                                      |
| STERBEDATUM      | 1919                                      |